# Barone
Barone è termine d'origine germanica, da bara o baro, che significava uomo libero o guerriero, e che latinizzato diventò baro, baronis.

## Significato del termine
Il termine barone indica un uomo libero, in quanto si trattava di un titolo che aveva diritto di banno. Era un titolo nobiliare che dava indipendenza da tutti gli altri gradi nobiliari, escluso quello del sovrano. Significa che un barone doveva rendere conto solo al Re o all'Imperatore, non era considerato inferiore a nessun altro grado nobiliare.
Infatti, in origine il titolo indicava un'alta nobiltà: in Britannia i baroni, non più di nove, erano parenti del Duca. Nel XIII secolo il titolo aveva una connotazione onorifica tale da essere preferito a quello di principe.
A partire dall'età moderna il titolo di barone è sceso nella gerarchia dei titoli feudali, benché possa anche essere concesso senza connessione con un feudo, come avviene nelle concessioni moderne, successive al periodo feudale.

## Baroni del Sacro Romano Impero
Dal X secolo diventa titolo nobiliare e grado feudale inferiore a quello di visconte.
Il Barone del Regno, invece, era un barone con importanza superiore a quella di un principe di feudo ed aveva dignità pari a quella di vescovo.
Al nord con il termine barones, si stavano ad indicare genericamente i feudatari con i titoli di signore e barone; mentre al sud Italia:
- con barones maggior si stavano ad indicare i feudatari titolati, cioè principi, duchi, marchesi, conti e visconti;
- con barones minor i feudatari non titolati, i baroni e signori.

In Sicilia, e anche nell'Italia meridionale, i titoli di barone e signore, stavano a indicare lo stesso titolo, cioè erano sinonimi; successivamente, il barone diventò gerarchicamente superiore al signore. La baronia è quella parte di territorio, di piccole dimensioni, appunto sotto il controllo di un barone. Questa unità amministrativa è la più piccola e meno importante, per questo il barone è sempre vassallo di un altro signore più potente di lui, come un visconte o un conte.
La corona normale di barone ha il cerchio accollato da un filo di perle con sei giri in banda (3 visibili). L'elmo di barone è liscio, con bordi d'oro e con 5 affibbiature e gorgeretta d'oro.
I baroni tedeschi (Freiherren) facevano parte della bassa nobiltà terriera. Originariamente facevano parte dell'antica classe dei cavalieri dell'impero (Reichsritter). Molti di questi elevati alla dignità baronale, dal XV secolo cominciano a costituirsi in società nobiliari, associandosi con i cavalieri per tutelarsi nei confronti dei nobili più potenti. Dal 1650 questa classe nobiliare equestre è riconosciuta come corpo distinto in seno alla nobiltà dell'impero (Collegio dei Cavalieri dell'impero), venendo esclusa dal partecipare al Reichstag e quindi dal diritto di voto; molti di loro, pur non essendo titolari di feudi imperiali immediati, avevano feudi secolari e di fatto esercitavano nei loro possessi prerogative sovrane come l'esercizio della giustizia (schoeffen), l'esazione delle tasse, con poteri analoghi a quelli dell'Alta Nobiltà sovrana. Erano organizzati in tre circoli equestri, a loro volta suddivisi in cantoni nobiliari:
- Circolo del Reno
  - cantone del Basso corso del Reno (Coblenza)
  - cantone del Medio corso del Reno (Magonza)
  - cantone dell'Alto corso del Reno (Friedberg)
- Circolo di Franconia
  - cantone dell'Odenwald (Korchendorf)
  - cantone di Gebürg/Gebirge (Bamberga)
  - cantone di Rhön Werra (Schweinfurt)
  - cantone di Steigerwald (Erlangen)
  - cantone di Altmühl (Wilhelmsdorf)
  - cantone di Baunach (Norimberga)
- Circolo di Svevia
  - cantone del Danubio (Ehingen)
  - cantone di Hegau e Lago di Costanza (Radolfzell)
  - cantone del Kocher (Esslingen)
  - cantone di Kraichgau (Heilbronn)
  - cantone del Neckar, Foresta nera e distretto nobiliare dell'Ortenau (Offenburg).

Tra le famiglie più note di baroni dell'impero, di fatto signori sovrani dei feudi equestri, si ricordano:
- Abensberg und Traun zu Meissau (1653), dal 1662 elevati a conti svevi
- Adelmann von Adelmannsfelden (1680), dal 1790 conti
- Adelsheim auf Edelfingen bei Buchen (1550)
- Adornes
- Aham zu Wildenau (1652)
- Albertini von Ichtratzenheim (1773)
- Albini auf Messel
- Amelunxen
- Andlau (1674)
- Arz (1718-1737)
- Attems (1460), dal 1753 conti e dal 1789 eredi dei Rassler
- Aufseß zu Freienfels, (1714)
- Bassenheim
- Bechtolsheim
- Berlichingen zu Hornberg
- Bentzel Sternau (1746)
- Bentzel Sturmfeder zu Horneck
- Berlepsch (1695)
- Berlichingen
- Bömelberg Boineburg (1571), dal 1697 conti
- Bettendorf auf Gauangelloch e Niederwalluf (1688)
- Bibra (1698)
- Bissingen und Nippenburg
- Blanche von Radelo
- Bock
- Bodman (1716)
- Boineburg zu Bömelberg
- Boos-Waldeck zu Monfurth (1698), dal 1790 conti
- Breidbach zu Büllesheim
- Burscheidt von Büllesheim
- Cathcart
- Clodt
- Concini von Penna (von Contzin)
- Coreth zu Coredo e Starkenberg (1698)
- Cornberg
- Crailsheim (1713)
- Dalberg (Kammerer von Worms) (1654), primi baroni dell'impero nelle precedenze
- Dalwigk zu Lichtenfels und Tomburg
- Degenfeld (1625), dal 1716 conti
- Dienheim
- Dietrich
- Droste (1670)
- Ebersberg von Weyers
- Eckbrecht von Dürkheim (1663), dal 1780 conti
- Effern
- Egloffstein
- Ellrichshausen
- Engl von un zu Wangrain
- Enzberg
- Erthal
- Esebeck (1740)
- Eyb auf Dörzbach (1694)
- Falkenstein
- Fechenbach (1315)
- Forstmeister von und zu Gelnhausen
- Fostner und Dambenoy
- Franckenstein (1670)
- Fraunhofen
- Freyberg (1644)
- Fürstenberg (1660, omonimi della famiglia principesca)
- Fürsterwärther (1674)
- Gagern
- Gaisberg
- Galen zu Dinklage (1665), dal 1803 conti
- Gebsattel
- Gemmingen (1560)
- Gentilotti
- Geyso zu Mansbach (1662)
- Göllnitz -1790
- Gräfeneck zu Giengen
- Greiffenclau zu Vollraths
- Groschlag von und zu Dieburg
- Grote zum Schauen (1689), dal 1809 conti
- Gumppenberg
- Guttenberg (1700) zu Kirchlautern
- Gymnich zu Vischel
- Hacke zu Trippstadt (1692)
- Hallberg
- Haller von Hallerstein (1528)
- Haxthausen
- Heddesdorf
- Hees
- Helmstatt
- Hennin
- Hermanin von Reichenveld
- Hessberg
- Hettersdorff
- Horben -1767
- Horneck
- Hornstein (1686)
- Hundheim
- Hundt zu Lautterbach (1681) dal 1701 conti
- Hundtpis zu Waltramps
- Hutten zum Stolzenberg
- Ifflingen von Granegg (1735)
- Ingelheim Echter von Mespelbrunn zu Dachstuhl (1680), dal 1737 conti
- Innhausen und Knyphausen zu Ulrum
- Kageneck (1671)
- Kerpen
- Kesselstatt
- Knebel von Katzenelbogen (1710)
- Knigge
- Künsperg zu Thurnau (1551)
- Landsberg
- Langwerth von Simmern
- Leubelfing zu Falbenthal (1605), dal 1690 conti
- Leutrum
- Leyen zu Burrweiler (1667), dal 1711 conti poi principi
- Liebenstein
- Lilien
- Loe zu Steinfurt auf Wissen
- Massenbach auf Massenbach (1556)
- Mauchenheim von Bechtolsheim (1777)
- Meerscheid von Hillesheim, dal 1712 conti, estinti nel 1785
- Metz von Quinheim (1699)
- Metzingen
- Muggental
- Nagel zu Herl (1734)
- Neipperg zu Schwaigern (1650), dal 1726 conti
- Nesselrath
- Nesselrode auf Thumb zu Reichenstein und Landskrone (1652), dal 1705 conti
- Nostitz zu Rieneck (1673), dal 1692 conti
- Nothaft (1681)
- Pappenheim (1420), dal 1742 conti
- Platen zu Hallermund (1630), dal 1689 conti
- Plettenberg zu Lenhausen (1689) und Slenaken, dal 1724 conti
- Pöllnitz auf Aspach (1670)
- Quadt zu Wickradt (genannt Heiden) (1670), dal 1752 conti
- Rassler zu Gamerschwang (1661) estinti nel 1789
- Reischach zu Nußdorf
- Riedeseln zu Eisenbach (1680)
- Rotenhan
- Reuttner von Weil
- Scheiffart de Merode (1650), linea diretta estinta nel 1733
- Schenken von Geyern zu Syburg
- Schenken von Schmidturg zu Dudeldorf (1658)
- Schenken von Stauffenberg auf Amerdingen (1692), dal 1785 conti
- Schlitz von Görtz zu Carlsberg (1656), dal 1739 conti
- Schönborn (1663) dal 1701 conti
- Seckendorff auf Aberdar (1706)
- Sickingen zu Königsburg und Orschwiller (1623), dal 1773 conti
- Stein zu Niederstotzingen und Bächingen (1650), dal 1779 conti
- Sturmfeder von Oppenweiler zu Dirmstein (1650)
- Thann zu der Neudahn auf Ostheim (1650)
- Truchsess von Wetzenhausen
- Thüngen (1650)
- Unterrichter von Rechtenthal
- Voit von Rieneck zu Wildenstein (1697), conti dal 1703
- Waldbott von Bassenheim zu Ollbrück (1664), conti dal 1720
- Wallbrunn zu Gauersheim und Nieder Saulheim
- Wambold von Umstadt (1664)
- Weichs zu Wenne (1650)
- Welden zu Gross Laupheim
- Westerholt (1779)
- Wolffskehl von Reichenburg
- Zedwitz zu Feilisch fino al 1792